# Shake It Up: I Love Dance
Albums de Artistes Divers
Shake It Up: Live 2 Dance
Singles
1. Contagious Love
2. This Is My Dancefloor

Shake It Up: I Love Dance stylisé en I <3 dance est la troisième et dernière bande originale de la série télévisée Shake It Up. Le deuxième nom de l'album est I Heart Dance.
Son contenu fut divulgué le 23 janvier.

## Titre des pistes
| No  | Titre                                  | Auteur                                                     | Interprété par                     | Durée |
| --- | -------------------------------------- | ---------------------------------------------------------- | ---------------------------------- | ----- |
| 1.  | Contagious Love                        |                                                            | Zendaya & Bella Thorne             | 2:15  |
| 2.  | This Is My Dance Floor                 |                                                            | Bella Thorne & Zendaya             | 3:09  |
| 3.  | Beat of My Drum                        |                                                            | Zendaya                            | 3:16  |
| 4.  | Blow the System                        |                                                            | Bella Thorne                       | 3:30  |
| 5.  | Afterparty                             | Bardur Haberg, Scott Krippayne                             | Roshon Fegan and Caroline Sunshine | 2:43  |
| 6.  | Holla at the DJ (The DJ Mike D Mix)    |                                                            | Coco Jones                         | 3:25  |
| 7.  | These Boots Are Made for Walkin'       |                                                            | Olivia Holt                        | 2:22  |
| 8.  | Sharp as a Razor                       |                                                            | McClain Sisters                    | 3:15  |
| 9.  | Future Sounds Like Us                  | Bardur Haberg, Oli Jogvansson, Michelle Lewis, Heidi Rojas | Dove Cameron                       | 2:57  |
| 10. | I Can Do Better                        | Tim James, Antonina Armato, Adam Smeaton                   | Young L.A.                         | 2:34  |
| 11. | Shake It Up (Cole Plante Reboot Remix) | Jeannie Lurie, Aris Archontis, Chen Neeman                 | Selena Gomez                       | 3:32  |
| 12. | We’re Dancing (Alex Ghenea 3.0 Remix)  | Bridgit Mendler, Josh Alexander, Billy Steinberg           | Bridgit Mendler                    | 3:31  |

| 13. | Get'cha Head In the Game | Bella Thorne | 2:40 |
| 14. | I Do                     | Drew Seeley  | 3:42 |

| 13. | I'm Back        | Zendaya               | 2:26 |
| 14. | Freaky Freakend | Coco Jones            | 2:35 |
| 15. | Law of Averages | TKO, SOS, & Nevermind | 2:43 |